# Dani Dajan
Dani Dajan (hebrejsky דני דיין‎; * 29. listopadu 1955 Buenos Aires, Argentina) je argentinsko-izraelský podnikatel, od srpna 2016 do roku 2020 generální konzul Izraele v New Yorku a od srpna 2021 předseda Jad vašem. Dajan je zastáncem zakládání a udržování izraelských osad na Západním břehu Jordánu. V letech 2007 až 2013 působil jako předseda rady Ješa'. V roce 2013 na funkci předsedy rady Ješa' rezignoval, aby podpořil Benjamina Netanjahua ve volbě premiéra.
Deník The New York Times ho označil za „světového a pragmatického“ a „nejefektivnějšího vůdce osadníků“. Dajan je mnohými vnímán jako tvář izraelského osadnického hnutí pro mezinárodní společenství. Jeho texty se objevují v mnoha publikacích, včetně The New York Times, Los Angeles Times, The Boston Globe, USA Today, The Guardian, Breitbart, Ha'arec, The Times of Israel a The Jerusalem Post.

## Raný život
Dajan se narodil v Buenos Aires v Argentině. V roce 1971, když mu bylo 15 let, se s rodinou přistěhoval do Izraele. Rodina žila ve čtvrti Jad Elijahu v Tel Avivu. Dajan strávil sedm a půl roku v Izraelských obranných silách. Je bratrancem novinářky Ilany Dajan.
Získal bakalářský titul na Bar-Ilanově univerzitě a magisterský titul na Telavivské univerzitě. V Izraelských obranných silách má hodnost majora (Rav seren).
Přestože je Dajan hlavní postavou převážně náboženského osadnického hnutí, je sekulární, i když není ateista. Žije v izraelské osadě Ma'ale Šomron na Západním břehu Jordánu.

## Politická kariéra
Dajan působil jako generální tajemník politické strany Techija a v izraelských parlamentních volbách v letech 1988 a 1992 kandidoval na její kandidátce do Knesetu.
Dajan byl osm let členem výkonného výboru rady Ješa', než byl 13. července 2007 zvolen jejím předsedou. Jako předseda vedl boj proti zmrazení osad v roce 2010. Je odpůrcem dvoustátního řešení a věří, že udržení Západního břehu Jordánu je v nejlepším zájmu Izraele.
V březnu 2015 se pokusil kandidovat do Knesetu za Židovský domov. Nakonec nebyl zvolen. V izraelských parlamentních volbách v roce 2021 kandidoval na jedenáctém místě kandidátky Nové naděje.

## Diplomatická kariéra
V roce 2015 byl Dajan jmenován premiérem Benjaminem Netanjahuem velvyslancem Izraele v Brazílii, a to až do schválení brazilskou vládou. Brazilská vláda, znepokojená jeho politickou dráhou představitele izraelských osadnických komunit, několik měsíců odkládala souhlas s Dajanovým jmenováním, což vyvolalo diplomatickou krizi mezi oběma zeměmi. Jeho jmenování navíc čelilo odporu levicových stran politické koalice vládnoucí v Brazílii i sociálních hnutí. V lednu 2016 vydalo 40 brazilských vysloužilých velvyslanců manifest na podporu brazilské vlády.
Neochota Brazílie schválit Dajana izraelským velvyslancem přerostla v diplomatické rozepře mezi oběma zeměmi. V prosinci 2015 oznámila úřadující náměstkyně ministra zahraničních věcí Cipi Chotovely, že budou podniknuty kroky k vyvinutí většího tlaku na Brazílii, aby Dajanovo jmenování na tento post schválila. Tato situace trvala až do března 2016, kdy Izrael ustoupil a jmenoval Dajana generálním konzulem Izraele v New Yorku.

## Osobní život
Dajan je ženatý s Ejnat, bývalou politickou aktivistkou, která pracuje jako ředitelka pro strategii, marketing a prodej na Arielské univerzitě. Mají dceru Ofir, která sloužila v jednotce mluvčího IOS a studuje na Kolumbijské univerzitě. Je bratrancem Ilany Dajan.